# Didymosphaeria astragalina
Didymosphaeria astragalina är en lavart som beskrevs av Petr. 1944. Didymosphaeria astragalina ingår i släktet Didymosphaeria och familjen Didymosphaeriaceae.   Inga underarter finns listade i Catalogue of Life.